# Batalla de Saratoga
La batalla de Saratoga va ser un dels enfrontaments més importants lliurats durant el transcurs de la Guerra d'Independència dels Estats Units. El seu desenllaç, en gran manera, va contribuir a decidir el resultat final de la contesa a favor de l'exèrcit continental.
Aquesta batalla va tenir lloc entre el 19 de setembre i el 7 d'octubre de l'any 1777 a Saratoga, una regió entre Boston i la zona dels Grans Llacs d'Amèrica del Nord, en les proximitats del riu Hudson.

## Antecedents
El general britànic John Burgoyne pretenia mitjançant la posició de les seves tropes a la zona, aïllar Nova Anglaterra de la resta de les colònies del nord i causar la major quantitat de baixes possibles entre les files de l'exèrcit rebel. El seu pla consistia a remuntar la vall del riu Hudson des Mont-real, on es trobaven reunides les seves columnes, pujant al llarg d'aquest camí fluvial amb el suport de les tropes britàniques assentades a Nova York. Aquestes últimes, acabdillades pel general Howe, atacarien pel nord i se li s'unirien a Albany per crear un front comú i emprendre una ofensiva conjunta.

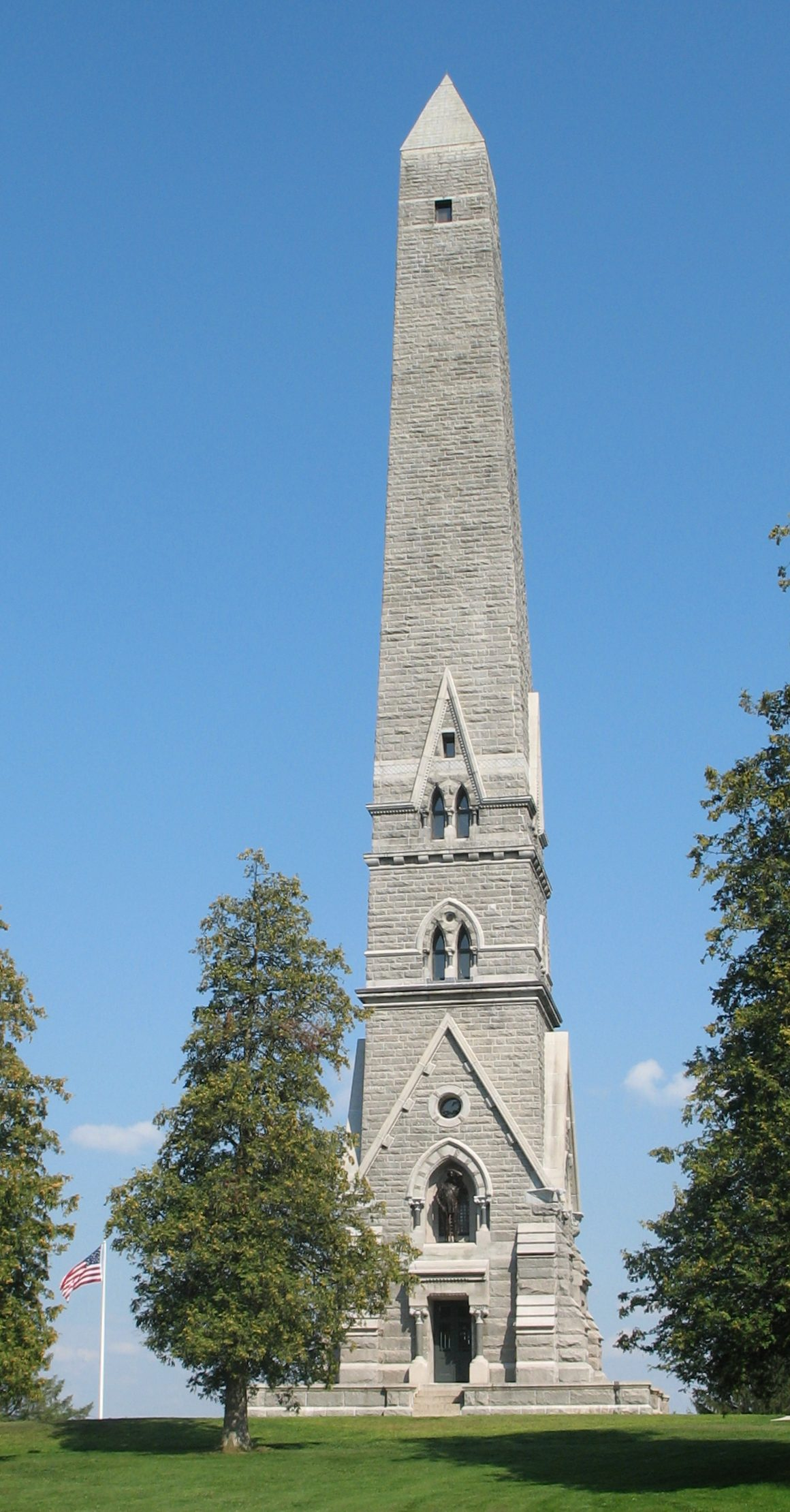
Monument en record a la batalla de Saratoga

En lloc de concentrar totes les seves forces en un únic front, els efectius britànics van quedar dispersos al llarg de més de 1.200 km de territori hostil: John Burgoyne al Canadà, William Howe en la badia de Chesapeake i George Clinton a Nova York. George Washington, des dels seus quarters d'hivern a Morristown (Nova Jersey), va anar amb el seu precari exèrcit a cobrir Filadèlfia per intentar contenir l'avanç de Howe i el seu regiment de prop de 14.000 homes. Les tropes colonials comptaven amb pràcticament la mateixa quantitat d'efectius, van acabar disgregats davant la implacable envestida britànica i Washington es va veure obligat a emprendre la retirada.
Mentrestant, Burgoyne va baixar dels boscos canadencs i avançant cap al sud amb la intenció de reunir-se amb les tropes britàniques assentades a Nova York, a l'espera que Howe fes el mateix després d'atacar Filadèlfia. Reagrupant a les tropes en un únic exèrcit contra George Washington la victòria britànica semblava un fet. Tot i això, Howe va preferir seguir avançant cap al sud i fins i tot va reclamar reforços de la guarnició de Clinton.

## Batalla
John Burgoyne, fustigat incessantment per les milícies rebels, va ser incapaç d'arribar fins a Nova York i no va poder obtenir reforços de George Clinton perquè aquest no disposava de prou efectius per assistir-lo, i finalment va quedar aïllat a Nova Anglaterra, amb greus problemes d'abastament i encerclat per un exèrcit molt superior en nombre. El 17 d'octubre va haver de rendir-se davant el comandant nord-americà Horatio Gates.

## Conseqüències
Les tropes angleses, que constaven de 50.000 militars i 30.000 mercenaris alemanys, a més de 7.800 regulars i milicians, no van ser capaços de suportar el contraatac de 14.000 regulars i milicians americans al comandament de George Washington obtinguts voluntàriament després d'una lleva de voluntaris que va fer el 1775.
La victòria va consolidar la possibilitat de triomf de les milícies ciutadanes sobre un exèrcit de línia i rebre el suport del Regne de França (1778) i l'Imperi Espanyol (1779) a la causa independentista nord-americana.
John Burgoyne va romandre presoner amb el seu exèrcit fins que es va signar la pau.